# (4122) Ferrari
(4122) Ferrari es un asteroide perteneciente al cinturón de asteroides, descubierto el 28 de julio de 1986 por el equipo del Observatorio Astronómico de San Vittore desde el Observatorio Astronómico de San Vittore, Bolonia, Italia.

## Designación y nombre
Designado provisionalmente como 1986 OA. Fue nombrado Ferrari en honor al industrial del automovilismo de carrera italiano Enzo Ferrari.